# Aéreo Servicio Guerrero
Aéreo Servicio Guerrero S.A. de C.V. ist eine mexikanische Fluggesellschaft mit Sitz in Hermosillo. Neben täglichen Flügen und einem gleich bleibenden Flugplan zu verschiedenen Flugzielen bietet das Unternehmen auch einen Lufttaxiservice an.

## Geschichte
Aéreo Servicio Guerrero wurde 1997 gegründet.

## Flugziele
Aéreo Servicio Guerrero bedient nationale Ziele rund um den Golf von Kalifornien und die Isla de Cedros (Zederninsel) an, insbesondere Querverbindungen über den Golf zwischen dem Festland und der Halbinsel Baja California. Nördlichstes Ziel ist Ensenada, südlichstes Ziel ist Mazatlán.

## Flotte
Mit Stand April 2022 besteht die Flotte der Aéreo Servicio Guerrero aus fünf Flugzeugen:
- 3 Cessna 208B
- 1 Cessna 402B
- 1 Cessna 402C

## Zwischenfälle
- Am 14. Oktober 2013 wurde eine Cessna 208B mit 13 Passagieren und einem Pilot auf dem Flug von Loreto nach Ciudad Constitución vermisst. Am 17. Oktober 2013 wurde die Maschine gefunden. Es gab keine Überlebenden.[7][8][9][10][11][12]